# Рашид Дваєр
Рашид Рей Дваєр (англ. Rasheed Ray Dwyer; нар. 29 січня 1989) — ямайський легкоатлет, який спеціалізується в бігу на короткі дистанції.

## Спортивні досягнення
Фіналіст (7-е місце) змагань з бігу на 200 метрів на Олімпіаді-2021.
Чемпіон світу з естафетного бігу 4×100 метрів (2015, виступав у попередньому забігу).
Чемпіон (2014, 2015) та бронзовий призер (2017) з естафетного бігу 4×200 метрів на Світових естафетах.
Срібний призер з бігу на 200 метрів на Континентальному кубку (2014).
Срібний призер з естафетного бігу 4×100 метрів на чемпіонаті світу серед юніорів (2008).
Чемпіон Північної і Центральної Америки та країн Карибського басейну з бігу на 200 метрів (2015).
Срібний призер з бігу на 200 метрів на Панамериканських іграх (2015). Фіналіст (5-е місце) Панамериканських ігор з бігу на 100 метрів та з естафетного бігу 4×100 метрів (2019).
Чемпіон Ігор Співдружності з бігу на 200 метрів (2014).Срібний призер Ігор Співдружності з естафетного бігу 4×100 метрів (2010).
Чемпіон (2011) та срібний призер (2013) Універсіади з бігу на 200 метрів.
Чемпіон Ямайки з бігу на 200 метрів (2014, 2019, 2021).